# Мерешень (Молдова)
Мерешень (рум. Mereșeni) — село у Гинчештському районі Молдови. Адміністративний центр однойменної комуни, до складу якої також входить село Серата-Мерешень.

## Населення
За даними перепису населення 2004 року у селі проживали 2120 осіб.
Національний склад населення села:
| Національність       | Кількість осіб | Відсоток   |
| -------------------- | -------------- | ---------- |
| молдавани румуни     | 1950 104       | 92,0% 4,9% |
| українці             | 31             | 1,5%       |
| росіяни              | 30             | 1,4%       |
| гагаузи              | 2              | 0,1%       |
| болгари              | 2              | 0,1%       |
| інша / без відповіді | 1              | < 0,1%     |
| Всього               | 2120           | 100%       |